# Race Days
Race Days är ett racingspel från 1994, utvecklat till Game Boy. Spelet är baserat på spelen Dirty Racing (Japan) och Jeep Jamboree: Off Road Adventure (Nordamerika). Man tävlar antingen i Grand Prix-lika bilar eller med terrängbilar.

### Fotnoter
1. 1 2 3 4 5  Race Days Arkiverad 24 april 2014 hämtat från the Wayback Machine. på GameFAQs
2. ↑  ”Race Dace” (på svenska). Club Nintendo (Kungsbacka) (1 1995):  sid. 22. januari 1995. Läst 24 april 2014.
3. ↑  Race Days på Mobygames